# Negrești
Negreşti é uma cidade da Romênia com 10.481 habitantes, localizada no judeţ (distrito) de Vaslui.